# Nowa Wieś (powiat kościański)
Nowa Wieś – wieś w Polsce położona w województwie wielkopolskim, w powiecie kościańskim, w gminie Śmigiel.
W okresie Wielkiego Księstwa Poznańskiego (1815-1848) miejscowość wzmiankowana jako Nowa wieś należała do wsi mniejszych w ówczesnym pruskim powiecie Kosten rejencji poznańskiej. Nowa wieś należała do okręgu śmigielskiego tego powiatu i stanowiła część majątku Koszanowo (niem. Kuschen), który należał wówczas do księżnej Joanny Katarzyny Acerenza Pignatelli. Według spisu urzędowego z 1837 roku Nowa wieś liczyła 78 mieszkańców, którzy zamieszkiwali 7 dymów (domostw).
W latach 1975–1998 miejscowość należała administracyjnie do województwa leszczyńskiego.
Zobacz też: Nowa Wieś.